# De naamloze 9
De naamloze 9 is een stripverhaal uit de reeks van Suske en Wiske. Het is geschreven door Peter Van Gucht en getekend door Luc Morjaeu. Het kwam uit als 359ste album in de Vierkleurenreeks op 1 september 2021.

## Personages
- Suske, Wiske, Schanulleke, Lambik Jerom, tante Sidonia, professor Barabas, Krimson, Achiel, Vana 1, Vana 2, Vana 3, professor Wargaren[1]

## Locaties
- huis van tante Sidonia, huis en laboratorium van professor Barabas, huis van ingenieur Wargaren, vleermuisfort (fort van Kortebroek), Noorderdokken, ruimteschip

## Uitvindingen
- teletijdmachine, machine om een nieuwe aarde te maken, spacedrop

## Verhaal
Tijdens een hittegolf organiseert tante Sidonia een barbecue. Lambik en Jerom komen langs, maar professor Barabas moet zich afmelden. Hij moet onderzoek doen naar een ongewone zonnevlam. Als hij thuiskomt, betrapt hij drie inbrekers en raakt gewond. De volgende dag bezoeken de vrienden de professor, die inmiddels door professor Wargaren in huis is opgenomen. Suske en Wiske bezoeken 's avonds het huis van professor Barabas, ze worden daar door een gemaskerd persoon in de gaten gehouden. De kinderen zien dat de teletijdmachine is ingeschakeld, maar ze vinden verder niks en vertrekken weer. Dan komen de inbrekers weer terug. De gemaskerde persoon kan aan de inbrekers ontsnappen en hij neemt de kinderen mee in zijn auto. Hij heeft een belangrijke code kunnen veilig stellen, waarmee de naamloze 9 kunnen worden bereikt.
Suske maakt thuis contact met de naamloze 9 en krijgt een aanwijzing. Lambik kan dit ontraadselen, ze moeten naar het vleermuisfort. Tante Sidonia voelt zich niet goed genoeg om mee te gaan en blijft thuis. De leden van de naamloze 9 ontmoeten de vrienden en ook de gemaskerde persoon die ze eerder ontmoetten is aanwezig. Dan komen de inbrekers en gijzelen het gezelschap. Lambik kan zich vermommen en gaat met hen mee. Hij heeft de telefoon van Suske bij zich en via de telefoon van Wiske kunnen ze zijn locatie achterhalen. Inmiddels maakt de leider van de inbrekers zich bekend aan de naamloze 9, het is Krimson.
Hij wordt in een tank beademd door een sterk zenuwgas en is daardoor erg rustig. Toch moet Achiel hem af en toe nog pillen geven. De vrienden komen bij de Noorderdokken en Krimson gaat er met de naamloze 9 vandoor in een raket. De tank van Krimson ontploft en Jerom is niet zichzelf doordat hij veel van het zenuwgas heeft ingeademd. Suske en Wiske gaan met de gemaskerde persoon verder en horen van hem dat de naamloze 9 al sinds de oudheid bestaat. Steeds waren de meest geleerde mensen lid, zoals Pythagoras, Hippocrates, Aristoteles, Archimedes, Newton en Einstein. Er worden door hen grote uitvindingen gedaan, maar vaak worden deze misbruikt voor oorlogsdoeleinden. 
De naamloze 9 maakten een machine waarmee een nieuwe aarde kan worden gemaakt, dit gebeurde in het diepste geheim. In de voet van de Kolossus van Rodos werd een code verstopt. Suske merkt op dat dit lang geleden moet zijn, want deze kolossus bestaat niet meer. Het blijkt dat de teletijdmachine was gebruikt om de code daar te verstoppen. De gemaskerde laat nog een uitvinding zien; de spacedrop maakt gebruik van een nieuw soort brandstof met laserontbranding. Inmiddels legt Krimson uit dat hij een nieuwe aarde wil maken en daar mogen mensen naar toe nadat ze hem een fortuin hebben betaald. Met een hittestraler op zijn ruimteschip maakt hij de aarde onleefbaar.
De naamloze 9 geven dan de geheime code, maar Lambik weet het deel van de code natuurlijk niet. Hij wordt ontmaskerd door Krimson. Op aarde wordt reclame uitgezonden over Krimsunius, de nieuwe aarde, en Krimson krijgt de eerste geldbedragen binnen van mensen die van de opwarmende aarde willen vluchten. Suske en Wiske weten aan boord te komen en de gemaskerde persoon vertelt dan dat hij de echte 9e naamloze is. Hij geeft zijn deel van de code, waarna Krimson de kinderen de ruimte in laat vliegen. Het lukt hun om met de laserontbranding van de branstoftank de hittestraler kapot te maken. Krimson schiet op Lambik, maar raakt per ongeluk de machine waarmee de nieuwe aarde wordt gemaakt. 
Krimson wordt woedend en Achiel wil hem een pil geven. De gemaskerde laat Achiel struikelen en de pillen zijn verloren. Dan geeft de gemaskerde een pil aan Achiel. Nadat Krimson deze heeft geslikt, blijkt hij het verstand van een baby te hebben gekregen. De pillen waren voor de naamloze 9. Mochten ze gevangen genomen worden, dan konden ze hiermee hun kennis laten verdwijnen zodat het niet in verkeerde handen terecht komt. Suske en Wiske worden opgepikt en komen veilig op aarde terug. Jerom is weer bijna normaal en ook professor Barabas is ontwaakt uit zijn coma. Wiske geeft hem een klap op zijn schouder en als dit niet pijn blijkt te doen, weet ze zeker dat hij de gemaskerde persoon was. Langzaam wordt ook Krimson weer normaal, het eerste woordje wat hij kan zeggen is 'wraak'.